# Knooppunt Århus Vest
Knooppunt Århus Vest (Deens: Motorvejskryds Århus Vest) is een knooppunt in Denemarken tussen de Østjyske Motorvej richting Aalborg en Kolding en de Herningmotorvejen richting Herning. Het knooppunt is genoemd naar de stad Aarhus, waar het knooppunt ligt.
Het knooppunt is uitgevoerd als een klaverbladknooppunt. 
| Aansluitende wegen  | Aansluitende wegen                   | Aansluitende wegen | Aansluitende wegen | Aansluitende wegen |
| ------------------- | ------------------------------------ | ------------------ | ------------------ | ------------------ |
|                     |                                      | richting Aalborg   |                    |                    |
|                     |                                      |                    |                    |                    |
| 15 richting Herning | Silkeborgvej richting Aarhus centrum |                    |                    |                    |
|                     |                                      |                    |                    |                    |
|                     |                                      | richting Kolding   |                    |                    |

Aalborg Centrum · Aalborg Nord · Aalborg Syd · Århus Nord · Århus Syd · Århus Vest · Avedøre · Ballerup · Brøndby · Fredericia · Gladsaxe · Herning · Herning Syd · Ishøj · Kliplev · Køge Vest · Kolding · Kolding Vest · Kongens Lyngby · Nørresundby Centrum · Odense · Rødovre · Skærup · Taastrup · Vallensbæk · Vendsyssel